# Gaby Mudingayi
Gaby Mudingayi (Kinshasa, 1 de outubro de 1981) é um futebolista congolês naturalizado belga que atua como meia. Atualmente, joga pela Bologna.
Mudingayi mudou-se para a Bélgica ainda jovem e iniciou a sua carreira no clube da terceira divisão  União Saint-Gilloise. Ele passou duas temporadas no clube antes de se mudar para o lado da [Primeira Divisão Belga A | Jupiler League]]  Gent, 19 anos.
Mudingayi estabeleceu-se no XI inicial do clube durante as campanhas seguintes, e foi selecionado para representar  Bélgica em ambos os níveis de juventude e senior pela primeira vez.
Em janeiro de 2004, Mudingayi se juntou à equipe do time  Torino, da Série B, ajudando o clube a ganhar de volta à Série A em  2005. No entanto, o clube foi à falência, liberando todos os jogadores como agentes livres.